# Tetraglenes hirticornis
Tetraglenes hirticornis là một loài bọ cánh cứng trong họ Cerambycidae.